# Talita Alencar
Ana Talita de Oliveira Alencar (Carutapera, 17 de outubro de 1990), é uma lutadora brasileira de Jiu-Jitsu campeã mundial da modalidade como faixa-preta, atualmente a lutadora representa a equipe Alliance. 

## Biografia
Talita Alencar começou no esporte praticando aulas de natação aos 4 anos de idade, depois passou por triatlo, esporte que praticou por 7 anos, além do surf, skate e capoeira. Aos 9 anos, Talita se mudou para Fortaleza, no estado do Ceará, até começar a treinar na Gracie Barra Fortaleza. Atualmente a lutadora representa a Alliance Academy onde reside atualmente na cidades Los Angeles, e treina com várias estrelas da modalidade na filial conhecida como Cobrinha Brazilian Jiu-Jitsu & Fitness.

## Principais títulos
Nos anos de 2016 e 2017 , Talita Alencar faturou o bicampeonato mundial de jiu-jitsu sem kimono.
Em 2017, Talita sagrou-se campeã do Campeonato Mundial de Jiu-Jitsu com kimono como faixa-preta.